# Chirita jiuwanshanica
Chirita jiuwanshanica är en tvåhjärtbladig växtart som beskrevs av Wen Tsai Wang. Chirita jiuwanshanica ingår i släktet Chirita och familjen Gesneriaceae. Inga underarter finns listade i Catalogue of Life.